# 无毛滇西冬青
无毛滇西冬青（学名：Ilex forrestii var. glabra）为冬青科冬青属下的一个变种。

## 扩展阅读
- 維基物種上的相關：无毛滇西冬青